# ピシス山
ピシス山（ピシスさん、英:Monte Pissis）は、アルゼンチンのアンデス山脈上にある火山である。
標高は6793mで、西半球および南アメリカ大陸で3番目に高い。チリとの国境から25kmのラ・リオハ州とカタマルカ州の境界上にある。南米最高峰であるアコンカグアの北約550kmに位置する。
山名は、チリ政府に勤務していたフランスの地質学者、ペドロ・ホセ・アメデオ・ピシスにちなんで名付けられた。
アタカマ砂漠に位置しているため、山は非常に乾燥した状態にあるが、広大な氷河があり、この地域では唯一のクレバスがある。

## 標高
1994年のアルゼンチン遠征隊は、当時利用可能なGPS技術を使用して測量を行い、ピシス山の標高はオホス・デル・サラードよりも高い6882mであると主張した。その10年後、より高精度のGPSシステムを使用した測量により、1994年の測量が不正確であることが証明された。2005年に、オーストリアの調査隊がピシス山の頂上でディファレンシャルGPS測量を行い、その標高を6793mと求めた。2006年には国際探検隊が山頂の標高を測量し、標高6800mと、オーストリア隊とほぼ一致する結果が得られた。2007年にチリ・アルゼンチン・ヨーロッパ探検隊がオホス・デル・サラードとピシス山の両方を調査し、暫定の測量値として前者が6891m、後者が6793mを得た。

## 地質
ピシス山は、安山岩とデイサイトからなる大規模な火山体である。山体は660万年前から620万年前に形成された。セロ・ボネーテ・チコと同様、ナスカプレートの変形したスラブの上に形成された大きな火山複合体のうちの1つである。この地域の火山活動は約200万年前に終わった。
ピシス山、セロ・ボネーテ・チコ、インカピージョは大規模な火山複合体を形成しており、その標高は世界で最も高い。インカピージョが形成されたのはピシス山が噴火を止めた後であり、インカピージョでの熱水活動は今日まで続いている。